# 改元
改元（かいげん）とは、元号を改める（変更する）こと。

## 概要
中国や日本など東アジアでは、紀年は、60年周期の干支の外に、君主（皇帝や王、天皇）の在位期間を基準に定められ、治世途中で再び元年から始めることを改元と呼んだ。元号を使うようになってからは、元号も同時に改められて新元号の元年とされた。このため、改元が元号を変えること（改号）と同一視されることもある。
元号使用以前について、正史では便宜上、「中元年」「後元年」など、「中」や「後」をつけて記録している。なお、帝王の退位により新帝王が即位すると、再び元年から始められ、一般的にこれも改元と呼ぶことがあるが、専門的には、治世途中の改元だけを改元とし、新帝王の即位による元年は称元（しょうげん）と呼んで区別することがある。

## 経緯
日本の場合、「大化」から「慶応」までは災害や天変地異などの理由で頻繁に改元が行われてきた。
「明治」以降は一世一元の制に基づき、「明治」は明治元年9月8日（1868年10月23日）に明治天皇が発布した一世一元の詔により、「大正」・「昭和」は登極令により、「平成」以後は元号法（昭和54年法律第43号）に基づいて改元が行われている。

## 種類

### 改元の理由
改元はその理由を基準として主に
1. 君主の交代による代始改元（だいはじめかいげん）
2. 吉事を理由とする祥瑞改元
3. 凶事に際してその影響を断ち切るための災異改元
4. 三革を区切りと見なして行われる革年改元（三革とは、革令〈甲子の年〉・革運〈戊辰の年〉・革命〈辛酉の年〉）

に分類される。

### 改元の基準点
改元する際、新元号の始点をどこに置くかが問題となるが
1. 改元が布告された時点で、布告された年の元日に遡って新元号の元年と見なす場合（立年改元）
2. 改元が布告された日から後を（布告された日の始まりに遡って）新元号の元年とする場合（即日改元）
3. 布告の翌日から後を新元号の元年とする場合（翌日改元、踰日改元）
4. 布告の年の末日までを旧元号とし、翌年の元日から新元号を用いる場合（踰年改元、越年改元）
5. 布告の月の末日までを旧元号とし、翌月の一日から新元号を用いる場合（踰月改元）

に分けられる。時代によって暦日、時刻の観念が異なるので確定は難しい。また、特に時刻レベルで改元時点を確定する必要が生じたのは日本では「大正」改元以降のみである。
日本の改元は「白雉」改元から「明治」改元まで1.が慣行であった。「大正」「昭和」改元は2.、「平成」改元は3.、「令和」改元は5. に当てはまる。「大化」建元については、5. に当てはまると考えられるが、史書によって記述が一定しないため、正確な日付は不明となる。

### 歴史
一方、一世一元の制を布いた明朝以降の中国では原則4. を採っていた。国土の大きい中国の場合、布告の周知徹底には時間が長引くため、新元号の発表と同時に全土で改元を実施することは困難であり、4が現実に即していた。唯一の例外は明の光宗の場合である。光宗は父の神宗の死去に伴って万暦48年（西暦1620年に相当）の7月に即位したものの、8月には急死してしまったため、越年改元だと神宗の元号である「万暦」の次は、光宗の後を継いだ熹宗の元号である「天啓」になってしまい、光宗の元号である「泰昌」が消滅してしまうため、その年の8月以降を「泰昌元年」とし、翌年に「天啓」へ改元した。
改元を即位の年に行う即日改元ならびに翌日改元（布告日が12月31日以外）、踰月改元では、1年間に複数の元号が並立する。また、立年改元の場合にも、改元の年に発行された文書、書籍などの元号の書き換えも必要となる。逆に、越年改元は、1年間に一つの元号のみであり、新帝即位の年は先帝に遠慮して旧元号を用い、即位の翌年元日に改元する。越年改元は、儒教的な服喪の理念に基づいており、中国でも日本でも平時にはこの方式が採られていた。一方、王朝の交代や先帝の廃位などによる改元の場合には、むしろ先代の権威を否定するために立年改元が行われた。明治以降の日本で立年改元や即日改元が実施された要因は、「孝」の理念よりは、国家元首である天皇の交代を速やかに国民に印象づけることが優先されたためである。
なお、中世後期（室町時代後期）から近世初期にかけての東国では、改元の報が知らされてもその年の内は旧年号を用い、年が明けてから2年の別名として「元年」と称したとする「元二年」と呼ばれる慣習があったとする説がある。
江戸時代には、改元後の新元号を実際に施行する権限は江戸幕府が有しており、朝廷から連絡を受けた幕府が大名・旗本を集めて改元の事実を告げた日（公達日）より施行されることになっていた。これは朝廷のある京都においても同様であり、朝廷が江戸の幕府に対して改元の正式な通知をして、幕府が江戸城で公達を行い、江戸から派遣された幕府の使者が京都町奉行に改元の公達を行い、町奉行が改元の町触を行った後で初めて施行されるものとされた（宝永改暦では、京都市中での施行は改元から24日後のことであった）。京都の住民はたとえ改元の事実を知っていても、町触が出される前に新元号を使うことは禁じられていた（勿論、禁裏では新元号で業務が行われている）。また、江戸幕府が天皇の代始改元を認めず（明正天皇・霊元天皇）、反対に将軍の代始改元を先例に加えようとした形跡がある（徳川家光の寛永・徳川家綱の承応・徳川吉宗の享保）。

### 改元の時の世間

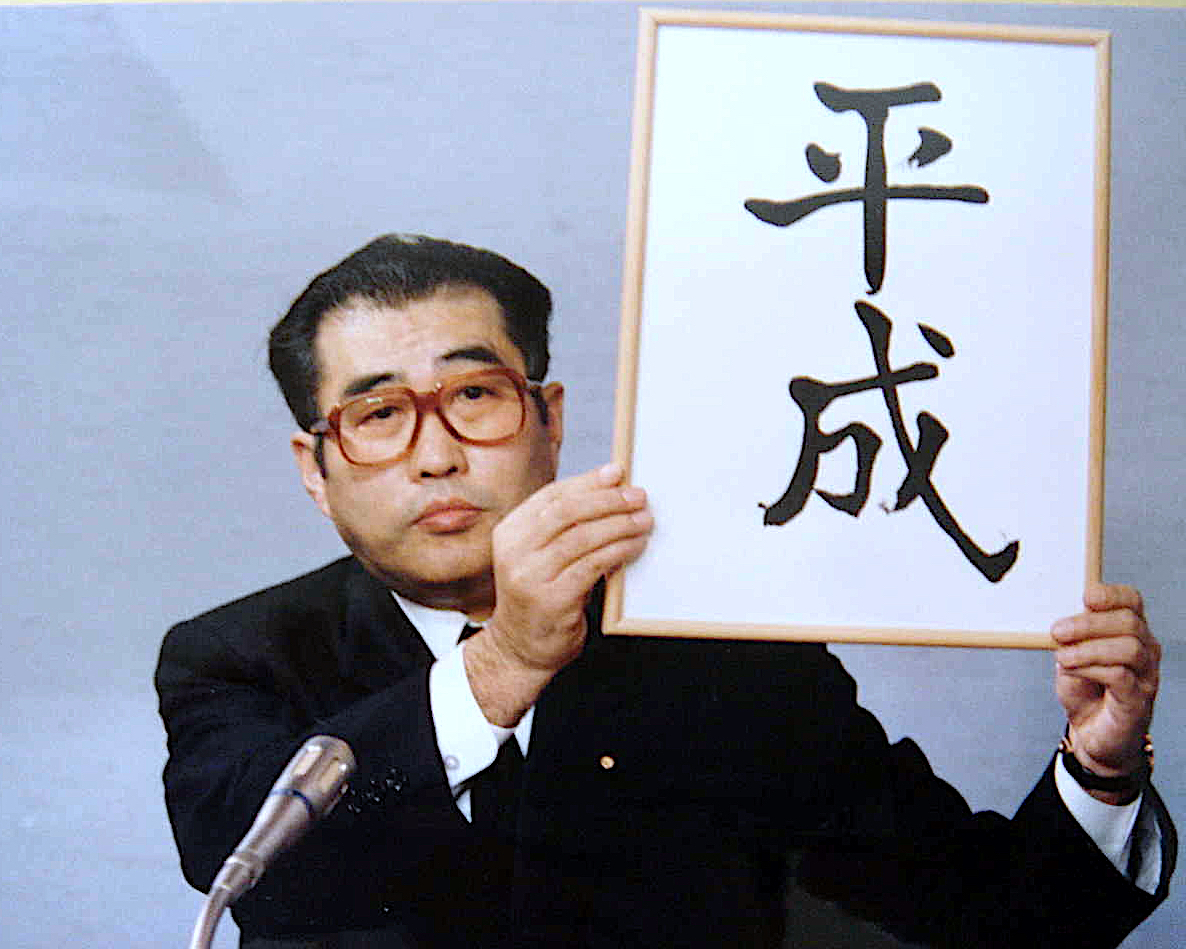
1989年1月7日、総理大臣官邸にて新元号「平成」を発表する内閣官房長官小渕恵三。史上初めて元号法（法律）に基づいて内閣が元号を選定・閣議決定した。また、元号の公表も史上初めてテレビ中継された。

昭和から平成（1989年1月7日 - 8日）への改元は昭和天皇が崩御したため、世間は歌舞音曲や娯楽を自粛し、新天皇（明仁）・皇族や三権の関係者は喪服を着て一連の儀式や行事を執り行った。元号法に基づき、新元号は崩御からおよそ7時間後の崩御当日に選定・閣議決定し、新天皇によって公布され、小渕恵三内閣官房長官が公表した。改元の瞬間も大きく盛り上がらず、街の照明も消されて「喪」を前面に出した。こうした自粛や喪は徐々に終息していったものの、崩御・改元から1年後の翌1990年（平成2年）1月頃まで続き、新天皇の即位を内外に宣明する儀式（即位の礼）も1年10か月後の翌1990年（平成2年）11月12日に執り行われた。

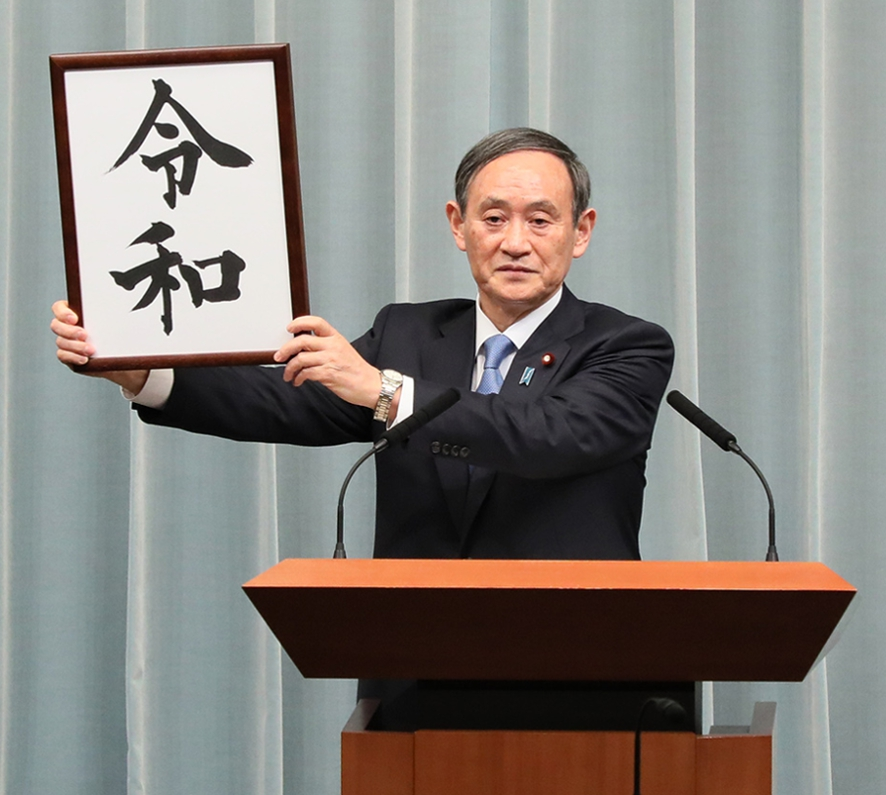
2019年4月1日、総理大臣官邸にて新元号「令和」を発表する内閣官房長官菅義偉。新元号が史上初めて1か月前に事前公表され、さらに、テレビのみならずインターネット上の動画サイトでも中継された。

平成から令和（2019年4月30日 - 5月1日）への改元は天皇の譲位に伴うものである。2016年（平成28年）8月8日に天皇明仁がお気持ちを表明した。その後2017年（平成29年）6月16日に天皇退位特例法が成立し、同年12月1日の皇室会議を経て天皇明仁の退位が2019年4月30日に正式に決まったあとから、「平成最後の…」といった文言がついた様々なイベントが増えたり、新元号の予想もなされもり上がった。退位・改元が事前に決まった事から新元号も改元の1か月ほど前に公表することになり、元号法に基づき、2019年（平成31年）4月1日に選定・閣議決定し、退位する天皇明仁によって公布され、菅義偉内閣官房長官が公表した。改元の瞬間にカウントダウンが行われ盛り上がったほか、新天皇（徳仁）・皇族も燕尾服など華やかな服装で儀式に臨んだ。新天皇の即位の礼も改元と同年の10月22日に執り行われた。
テレビコマーシャルも平成改元は自粛で公共広告機構（現：ACジャパン）のCMに変わったが、令和改元は明治やKDDIや日産自動車など改元を祝うCMを作成した。

### その他
江戸時代後期の日本では中井竹山・藤田幽谷・石原正明・広瀬淡窓らが、改元と天災地変との関連性がなく、却って社会に混乱を招いているとしてこれを批判した。
慶応以前の改元は『続日本紀』や改元詔書に見られるとおり年単位であったと言われるが、『類聚国史』では日単位（つまり即日改元または翌日改元）による改元の記載があるとの指摘もある。また『続日本紀』にも「天平宝字改元の勅」のように日単位で改元した例も記載されている。このように明治以前の文書では年単位か日単位か実務上の取扱は曖昧であったと言ういっぽうで、大正以降の改元は一世一元の制またはこれに準ずる法制によっているので、自ずから日単位の扱いに統一されたと指摘している。
なお、九州大学大学院法学研究院の七戸克彦は、大正時代の歴史教科書の記載に関し「即時改元」と解されるような解釈が見られた事を指摘している。すなわち、大正元年9月9日発図第145号文部省図書局照会において明治天皇が崩御した1912年7月30日0時43分を境界として明治と大正を使い分ける事が示唆されているとする。